# Drosophila stenotrichala
Drosophila stenotrichala este o specie de muște din genul Drosophila, familia Drosophilidae, descrisă de Lachaise și Chassagnard în anul 2002.
Este endemică în Tanzania. Conform Catalogue of Life specia Drosophila stenotrichala nu are subspecii cunoscute.